# Brachythecium noterophiloides
Brachythecium noterophiloides är en bladmossart som beskrevs av Georg Roth 1905. Brachythecium noterophiloides ingår i släktet gräsmossor, och familjen Brachytheciaceae. Inga underarter finns listade i Catalogue of Life.